# 2019—2020年法國養老金改革罷工
2019－2020年法国养老金改革罢工，是指自2019年12月5日开始，抗议法国总统艾曼紐·馬克宏对法國養老金制度的改革。此次罷工是法國25年以來，最大的一次罢工游行。也是法國鐵路業為時最長的罷工。

## 背景
法國的退休人員養老金根據不同的行業共分為42類，法國政府以及伊曼纽尔·马克龙（Emmanuel Macron）以財政負擔過重為由計劃将法国42种不同养老金合并為單一系統，此舉引發工會反對。工会認為，实行養老金单一制度将意味着数百万工人将一直工作到62歲法定退休年齡之後或者领取的養老金远远低于原来的數額。最終法國總工會牵头，決定採取罷工方式進行抗議。

## 罷工
巴黎地铁职工于9月中旬开始24小时罢工，这给了其他行业的工人以信心，因此当地铁职工决定在12月5日开始无限期罢工时，其他行业的工人诸如铁路工人，教育职工，航空地勤等也计划响应罢工。最终除了持有支持政府立场的法国劳工民主联盟（CFDT)外，其他工会均呼吁在12月5日展开罢工。而在全面罢工之前，医疗行业已经进行了六个月的斗争，尤其集中在公立医院的急救服务方面。消防员也于11月底展开大规模的全国性罢工，法国广播电台则早在6月就因为裁员计划展开罢工。
全面罢工于12月5日开始，有30多个工会发起罢工行动，迫使总统伊曼纽尔·马克龙（Emmanuel Macron）重新评估其退休金改革计划。 在巴黎，當局為應對抗议活动而部署了6000名警察，並特意在爱丽舍宫附近設置路障。警方报告说有65,000人在巴黎游行，而法國總工會暗示有25万人参加游行。行动导致埃菲尔铁塔与巴黎的大部分轻轨线路被关闭。抗议活动在巴黎東部演變成暴力活動，那里的抗议者縱火并砸碎窗户。内政部表示，法国各地有80万人抗议，法國總工會則表示该数字为150万人。
12月6日，罢工和抗议活动仍在继续，工会表示不会停止。雖然有一些学校恢復上課，但几乎所有的高速火车服务都被取消，巴黎大部分地铁仍然关闭，数百次航班被取消。
12月8日，由于法国国家铁路和巴黎大眾運輸公司罢工依舊持续，全法国交通仍然陷于瘫痪。在此同時，工会宣布他们计划在12月10日举行另一场大规模示威游行。
12月12日，法国总理爱德华·菲利普宣佈将退休年龄从62岁提高到64岁，并协调42种不同的退休时间表。第二天，法国工人力量总工会它将呼吁其成员参加12月17日的示威游行。 
12月15日，巴黎的公共交通依舊因罢工几乎停滞，16条地铁线路中只有两条在运营，大部分国营铁路服务被取消。
12月18日，法国总理菲利普先与各大工会组织负责人进行了一对一会谈；19日他与各大工会组织代表进行集体谈判。然而双方分歧依然严重，在退休制度改革问题上没有取得共识。同日有法国工会组织破壞供電系統，影响了大巴黎郊区的上万户家庭。
12月24日，大约40名芭蕾舞者和交响乐团成员在巴黎歌剧院门前通過露天表演《天鹅湖》以抗议马克龙推行的退休制度改革。
截至12月27日，法國政府對部分特殊工种的養老制度做出讓步，包括警察，军人，教职工，公路驾驶员，飞行员，空乘人员，海关人员，消防员，监狱监控人员等。由於部分诉求得到保障，4家飞行员工会暂停呼吁继续罢工。
2020年1月5日，巴黎有約3500人走上街頭，警方朝示威者發射催淚彈；法國西南城市馬賽和土魯斯也有規模較小的遊行活動。
1月9日，全法國45万人走上街头抗议，繼續要求政府放弃退休制度改革。
1月11日，法國政府宣布暂时取消考虑设置64岁为拿满额退休金的最低年龄。
1月17日，示威者封锁了巴黎卢浮宫的入口，迫使卢浮宫关闭。这是自12月5日罢工以来，卢浮宫首次完全关闭。當天晚上，法国总统马克龙与妻子一同前往北方布夫剧院观看戏剧。示威者則聚集在剧院门口并试图冲入剧院。马克龙被迫在相关人员护送下暂时离开。
1月18日，近200名音乐家、合唱演员和音响技师再次在巴黎歌劇院門外通過露天表演來抗议退休制度改革。
1月24日，因当天法國政府的养老金改革计划被提交到政府内阁部长会议上讨论。全法国再度爆發遊行示威。根据法国CGT工会的数据，當天全法国参加游行的人数超过130万，而法国内政部称，游行的人数为24.9万，其中巴黎有3万1千人。

## 反应
法国總統馬克宏和总理爱德华·菲利普（Edouard Philippe）表示，全国范围的罢工不会削弱他們改革养老金制度的决心。